# Шельвайлер
Шельвайлер (нем. Schellweiler) — община в Германии, в земле Рейнланд-Пфальц. 
Входит в состав района Кузель. Подчиняется управлению Кузель.  Население составляет 512 человек (на 31 декабря 2010 года). Занимает площадь 4,31 км².